# Iron (Aisne)
Iron település Franciaországban, Aisne megyében. Lakosainak száma 219 fő (2022. január 1.). Iron Dorengt, Hannapes, Lavaqueresse, Lesquielles-Saint-Germain, La Neuville-lès-Dorengt, Vénérolles és Villers-lès-Guise községekkel határos.

## Népesség
A település népességének változása:
| Lakosok száma | 300  | 287  | 284  | 226  | 235  | 244  | 239  | 225  | 225  | 219  |
|               | 1968 | 1982 | 1990 | 2006 | 2013 | 2015 | 2017 | 2019 | 2020 | 2022 |